# Théâtre antique d'Agen
Le théâtre antique d'Agen est un édifice de spectacle de type théâtre romain antique construit dans la ville d'Agen, dans le département français de Lot-et-Garonne.
Il est construit dans le courant du Ier siècle apr. J.-C. dans une zone inondable. Il doit donc être réparé à plusieurs reprises avant d'être finalement abandonné dès le début du IIe siècle.
Son diamètre est de 86 m mais aucun vestige n'est visible. Ses fondations sont enfouies à proximité de la place Armand-Fallières à Agen.

## Localisation
Le théâtre occupe la partie méridionale de la ville antique d'Aginnum, dont peu d'éléments sont par ailleurs connus.
Dans la géographie moderne d'Agen, le théâtre est situé à l'est de la place Armand-Fallières, à l'intersection du cours Victor-Hugo et de la rue Diderot, à l'emplacement d'un ancien carmel.

## Historique
Faisant suite à une occupation de l'époque de Tibère ou de Néron, le théâtre est construit au cours des années 60-80 dans un secteur proche de la Garonne, exposé aux inondations. C'est probablement pour cette raison qu'il subit plusieurs réfections comme la reprise de la partie basse de ses maçonneries et qu'il est abandonné dès le début du IIe siècle après n'être resté en service que pendant quelques décennies. Ses maçonneries sont systématiquement récupérées et seules ses fondations et ses infrastructures subsistent.
Les sources mentionnent, dès le XVIIe siècle, l'existence des ruines d'un amphithéâtre au sud d'Agen mais aucune preuve archéologique ne permet d'affirmer qu'il s'agit de ce type de monument ou d'un théâtre romain. La confusion subsiste même après des fouilles partielles conduites au XVIIIe siècle, à la fin des années 1970 et au tout début des années 1980 à l'issue desquelles un tiers de l'édifice est dégagé de part et d'autre de la travée centrale. Malgré la révélation de détails architecturaux difficilement compatibles avec le plan d'un amphithéâtre, la nature du monument reste en suspens même si l'hypothèse d'un théâtre apparaît plus plausible.
Il faut que la présence d'un amphithéâtre soit suspectée, plus au nord de la ville, en 1984, puis vérifiée par des fouilles de sauvetage en 1988-1989 pour que les doutes disparaissent. Comme il est difficilement concevable qu'une même ville ait possédé deux amphithéâtres, archéologues et historiens s'accordent finalement pour considérer que le monument le plus méridional est un théâtre, ce qui permet en outre d'expliquer les particularités de son plan.

## Description

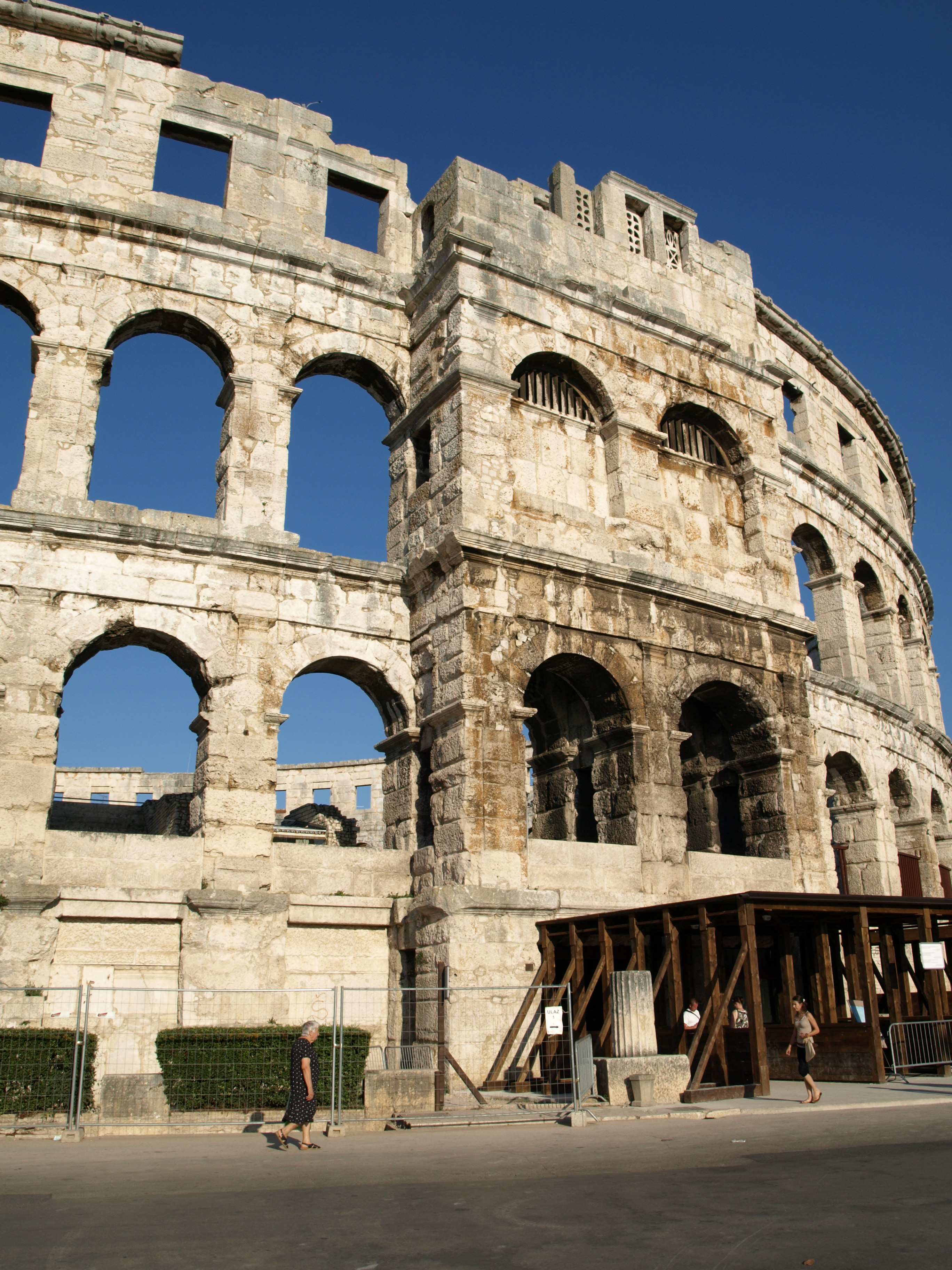
Cage d'escalier de l'amphithéâtre de Pula.

Le monument, tourné vers le nord, affecte une forme semi-circulaire. Le diamètre de sa cavea est de 86 m et celui de son orchestra d'environ 47 m. Il est constitué d'une série de murs annulaires et de murs radiaux délimitant des caissons remplis de remblais sur lesquels sont établis les gradins. La largeur des murs annulaires de périphérie, qui supportent la plus forte charge, est de 1,70 m, alors que dans les autres cas elle n'atteint jamais un mètre.
Les murs, au-dessus de fondations profondes d'une vingtaine de centimètres seulement, se composent de deux parements de petits moellons calcaires (opus vittatum) enserrant un noyau en opus caementicium. L'usage de la brique n'intervient que dans des réparations ultérieures.
Entre le mur annulaire périphérique et un portique formé d'une suite d'arcades, une galerie de circulation voûtée parcourt tout le pourtour du théâtre. Les murs radiaux délimitent des couloirs permettant d'accéder alternativement à la base et au milieu de la cavea.
Deux cages d'escalier extérieures, accolées au mur périphérique de la cavea, permettent aux spectateurs d'accéder directement aux plus hauts gradins du théâtre. Ce dispositif, assez peu courant, est cependant repris à la même époque lors de l'agrandissement de l'amphithéâtre d'Agen. Il semble reproduire celui utilisé pour l'amphithéâtre de Pula (Croatie) ou le théâtre de Ferento (Italie),.
Aucun des aménagements de l'orchestra n'est connu, pas plus que du mur qui la sépare de la scène ni de la configuration de cette dernière.